# Autumn (группа, Нидерланды)
Autumn — нидерландская готик-метал-группа.

## Состав группы на 2009 год
- Марьян Велман (Marjan Welman) — вокал;
- Йероме Врилинк (Jerome Vrielink) — бас-гитара;
- Ян Мюнник (Jan Munnik) — клавишные;
- Ян Грейпстра (Jan Grijpstra) — ударные;
- Матс ван дер Валк (Mats van der Valk) — гитара, гроул, бэк-вокал;
- Йенс ван дер Валк (Jens van der Valk) — гитара, бэк-вокал.

## История группы
Группа «Autumn» образовалась в 1995 году. Её дебютный альбом «When lust evokes the curse», выпущенный «Sony Music/Epic» в 2002 году, поместил «Autumn» на одну ступень с коллегами по жанру «After Forever» и «Within Temptation», группы, что «Autumn» поддерживала в турне. Сопровождая этот релиз, группа сыграла множество хэдлайнерских шоу и успешных выступлений на фестивалях, в частности, появления на фестивалях Dynamo, Lowlands, Metalfest, Fields Of Rock и M’Era Luna в Германии.
В конце 2003 года «Autumn» сделала перерыв в выступлениях, чтобы сосредоточиться на написании новых песен.
Группа начала работу летом 2004 года с продюсерами Нико Аутхёйзе и Сибом ван дер Плугом в студии «SyCo». «Как Нико, так и Сиб оказали на „Autumn“ катарсический эффект. Они смогли заставить нас звучать так, как мы хотели звучать. Впервые полный процесс записи был очень расслабляющим опытом. У них есть дар создать так, чтобы музыканты чувствовали себя уверенными, стимулируя каждого достигать самого лучшего, что он может», — сообщает Мейндерт. В результате этого «Summer’s end» излучал уверенность в себе и энергию.
Группа отправляется в турне по нидерландским клубам и присоединилась к «Within Temptation» на бельгийском и немецком этапах их «The Silent Force» турне; результатом чего было двухнедельное чрезвычайно успешное турне по главным городам Германии, в феврале 2005 года, в поддержку релиза «Summer’s End» (изданного «Universal»). Ради дальнейшей раскрутки «Summer’s End» группа в апреле 2005 года выпустила свой первый сингл, редактированную версию альбомного трека «Gallery Of Reality». В поддержку вышло видео, ради которого группа работала в команде с нидерландской медиакомпанией «Револьвер», которая специализируется на фильмах, в том числе документальных, радиопередачах и анимации.
С выпуском сингла и значительным количеством шоу и фестивалей в последующие месяцы группу можно было видеть в команде с «Within Temptation».
Группа изменила состав. Особенной потерей можно считать уход Мейндерта, который был с группой от основания и писал тексты и музыку, а также оформлял обложки альбомов. У вокалистки Нинке появилась ещё одна, новая, группа под названием «Dejafuse».
В мае 2007 года выходит новый альбом группы под названием «My new time», ради которого группа подписалась на «Metal Blade Records». Одиннадцать песен было записано на «Graveland Studio» с продюсером Арно Крабманом.

## Дискография

### Студийные альбомы
| Название                   | Год  | Лейбл                            |
| -------------------------- | ---- | -------------------------------- |
| When Lust Evokes The Curse | 2002 | Pink Records/Sony Music          |
| Summer’s End               | 2004 | The Electric Co./Universal Music |
| My New Time                | 2007 | Metal Blade Records              |
| Altitude                   | 2009 | Metal Blade Records              |
| Cold Comfort               | 2011 | Metal Blade Records              |

### Другие релизы
| Название           | Год  | Тип        | Лейбл                            |
| ------------------ | ---- | ---------- | -------------------------------- |
| Samhain            | 1997 | Демозапись | Самостоятельный релиз            |
| Gallery of Reality | 2005 | Сингл      | The Electric Co./Universal Music |